# ウォルター・ドナルドソン
ウォルター・ドナルドソン（Walter Donaldson、1893年2月15日 – 1947年7月15日）は、数多くの作品を残したアメリカ合衆国のポピュラー音楽のソングライターで、1910年代から1920年代にかけて多数のヒット曲を作曲した。

## 経歴
ウォルター・ドナルドソンは、ピアノ教師の息子として、ニューヨーク市ブルックリン区に生まれた。まだ学校で学んでいたころから、学校の演芸会などのために自作の曲を書き始めており、1915年には職業作曲家としての最初の曲が出版された。翌年には、最初のヒット曲「The Daughter of Rosie O'Grady」が出た。第一次世界大戦中、アメリカ陸軍で兵役に就いた後、ドナルドソンはアーヴィング・バーリンの音楽会社にソングライターとして採用された。1928年までバーリンの下で働き、数多くのヒット曲に関わった後、独立して自身の音楽出版会社を設立した。彼の会社は「ドナルドソン、ダグラス&ガンブル社（Donaldson, Douglas & Gumble, Inc）」として広く知られていたが、同社の出版物ではウォルター・ドナルドソンの名が大書され、正式な社名は小さい文字で記されるだけであった。
ドナルドソンは、作詞家としてよりも、おもに作曲家として知られていた。出版した曲はおよそ600曲ほどにのぼった。
これらの曲の中には、作詞家ガス・カーン (Gus Kahn) とともに作ったものがいくつもある。他にも、ブレット・ハンロン (Bret Hanlon)、サム・M・ルイス (Sam M. Lewis)、ジョー・ヤング (Joe Young) らとともに作った曲がある。
1920年代末に、ドナルドソンはハリウッドへ移り、映画音楽の作曲や編曲に従事した。その名がクレジットされた映画作品には、『アメリカ娘に栄光あれ (Glorifying the American Girl)』、『暁の爆撃隊 (Suzy)』、『巨星ジーグフェルド (The Great Ziegfeld)』、『パナマ・ハッティ (Panama Hattie)』、『Follow the Boys』、『Swing the Western Way』などがある。
ウォルター・ドナルドソンは、1943年に引退し、カリフォルニア州サンタモニカで死去した。

## おもな作品
- "The Army's Full of Irish: a Man from Erin Never Runs, He's Irish"
- "At Sundown"
- "Carolina in the Morning"
- "Don't Be Angry"
- "Don't Cry Frenchy, Don't Cry"
- "Georgia"
- "How 'Ya Gonna Keep 'em Down on the Farm?: (After They've Seen Paree)"
- "Kansas City Kitty"
- "Little White Lies"
- "Love Me or Leave Me"
- "Makin' Whoopee"
- "My Baby Just Cares for Me"
- 私の青空："My Blue Heaven" - 作詞はジョージ・A・ホワイティング (George A. Whiting)
- "My Buddy"
- "My Little Bimbo Down on a Bamboo Isle"
- マイ・マミー："My Mammy" - アル・ジョルスンによって大ヒットとなった。
- "That Certain Party"
- "Yes Sir, That's My Baby"
- "You're Driving Me Crazy"
- "Sam, the Old Accordion Man"